# Кожушко, Леонид Иванович
Леонид Иванович Кожушко — советский хозяйственный, государственный и политический деятель.

## Биография
Родился в 1923 году в городе Ершов. Член КПСС.
Участник Великой Отечественной войны, командир батареи 446-го гаубичного артиллерийского полка 40-й гаубичной артиллерийской бригады. С 1946 года — на хозяйственной, общественной и политической работе. В 1946—1983 гг. — на инженерных должностях и хозяйственной работе в автомобильной промышленности СССР, заместитель директора Минского автомобильного завода. 
За создание конструкции унифицированного семейства высокопроизводительных большегрузных транспортных автомобилей, автопоездов и автосамосвалов МАЗ-500 и организацию их производства на МАЗе был удостоен в составе коллектива Государственной премии СССР в области техники 1970 года.
Умер после 1985 года.